# Centaurea boissieri
Centaurea boissieri — вид рослин роду волошка (Centaurea), з родини айстрових (Asteraceae).

## Біоморфологічна характеристика
Багаторічна рослина 10–30 см. Листки з обох боків сіро-запушені, нижні листки ліроподібні або цілісні. Обгортка 6–7 мм, яйцювато-куляста, придатки трикутно-ланцетні, верхівкові ості вигнуті, 3–5 мм завдовжки. Квітки трояндові. Період цвітіння: літо. 2n=18.

## Середовище проживання
Вид зростає в Марокко, південній і східній Іспанії, можливо, Алжирі.
Населяє скелясті схили.